# Alberschwende
Alberschwende is een gemeente in de Oostenrijkse deelstaat Vorarlberg, gelegen in het district Bregenz (B). De gemeente heeft ongeveer 3000 inwoners.

## Geografie
Alberschwende heeft een oppervlakte van 21,15 km². Het ligt in het westen van het land.
Alberschwende · Andelsbuch · Au · Bezau · Bildstein · Bizau · Bregenz (stad) · Buch · Damüls · Doren · Egg · Eichenberg · Fußach · Gaißau · Hard · Hittisau · Höchst · Hohenweiler · Hörbranz · Kennelbach · Krumbach · Langen bei Bregenz · Langenegg · Lauterach · Lingenau · Lochau · Mellau · Mittelberg · Möggers · Reuthe · Riefensberg · Schnepfau · Schoppernau · Schröcken · Schwarzach · Schwarzenberg · Sibratsgfäll · Sulzberg · Warth · Wolfurt
- Gemeinsame Normdatei: 4527858-1
- MusicBrainz: 5c67ed47-3f50-4d32-88b6-70da042baeb0
- Virtual International Authority File: 238767507
- WorldCat: E39PBJyrVrXCVyyDJmB4KPfXh3